# Gianfranco Botta
Gianfranco Botta (Savigliano, 12 maggio 1960 – Cuneo, 20 settembre 2017) è stato un giornalista italiano.

## Carriera
Iniziò la sua carriera lavorando come cineoperatore per Telecupole, e nel 1983 entrò in Rai nella redazione del TG3, per il quale produsse reportage e servizi di cronaca dagli scenari di guerra in Jugoslavia, in Iraq e in Afganistan; nel 2004 si recò in Indonesia per documentare gli effetti del catastrofico tsunami. Nel 2001, da caporedattore del TG3, fu il primo a entrare nella scuola Diaz e a documentare i fatti appena avvenuti nel contesto degli scontri di Genova durante il G8, e pertanto le sue immagini furono ritrasmesse in tutto il mondo. 

### Morte
Morì nel 2017, a 57 anni, nell'ospedale Carle di Cuneo, dove era ricoverato per una malattia.

## Premi e riconoscimenti
- Premio Ilaria Alpi 2011, finalista con il servizio "Inferno a Ras Jedir" dalla frontiera libico-tunisina di Nico Piro e Gianfranco Botta.[senza fonte]
- Premio Anello Debole 2010, finalista con “Ritorno a Kunar” di Nico Piro e Gianfranco Botta.[2]
- Premio Ilaria Alpi 2008, categoria miglior servizio da tg “Battaglia a Korengal” di Gianfranco Botta e Nico Piro.[2]